# George, regele junglei
George, regele junglei (în engleză George of the Jungle) este un serial televizat de animație. Acesta este un reboot al producției originale din 1967 cu același nume și a fost animat în Adobe Flash. Serialul este în mare parte fidel originalului, dar cu câteva diferențe cheie. Fiecare episod durează 22 de minute și conține două povești de 11 minute.
Primul sezon a fost difuzat între 2007 și 2008, apoi serialul a fost readus pentru un al doilea sezon care a fost difuzat din 2016 până în 2017.

## Premis
Serialul se învârte asupra lui George, declarat ca fiind regele junglei. De fiecare dată când animalele se află în primejdie, George le dă întotdeauna o mână de ajutor.

## Personaje principale
- George: Este un prietenos, puternic și înțelegător bărbat declarat ca regele unei jungle din Africa. Când au nevoie de ajutor George le ajută cu plăcere. Poartă o haină din piele de leopard exact ca celelate personaje animate ale junglei. În al doilea sezon, George capătă un aspect mai musculos, astfel făcându-l să semene cu versiunea sa originală din desenul original din 1967.

- Gorilă: Este gorila prietenoasă a lui George. Îi este ca un frate și îl însoțește în aventuri și îl ajută. El a fost cel care l-a educat pe George. Gorilă a mărturisit în episodul "George's Birthday Present" că are 5 ani în ani de gorilă. În al doilea sezon Gorilă capătă un accent britanic ca în desenul original.

- Ursula: Este o fată de oraș care a venit cu tatăl său în junglă. Îi lipsesc mult toate cele de la oraș (inclusiv Crăciunul). Încearcă să-i învețe pe toți tovarășii săi din junglă bunele maniere ale orașului. În sezonul al doilea ea este redenumită „Magnolia”.

- Magnolia: Este o fată crescută în junglă. Ține foarte mult la frumusețea ei, machiându-se și fardându-se zilnic de dimineață. Poartă o haină asemănătoare cu a lui George. În al doilea sezon aceasta devine o sălbatică ce nu poate vorbi corect și de asemenea este redenumită „Ursula”.

## Personaje secundare
- Naratorul: îi descrie anteriorul episod sau începutul celui prezent. Este prezent în cele mai lungi sau în cele speciale.

- Shep: Este animalul de companie a lui George. Este un elefant cu un comportament de câine. Aduce obiecte, joacă Aport dar este în același timp și un mijloc de transport pentru George și prieteni săi.

- Tucanul Tookie, Tookie: Este al doilea animal de companie al lui George. Este un tucan vorbitor cu memorie limitată. Nu poate spune decât numele său comunicând în fraze de genul „Tookie, Tookie”.

- Dr. Vrăjitor (zis și Vraciul): este tatăl Magnoliei, un individ scund cu părul cărunt. Utilizează vrăji și leacuri băbești pentru a-și vindeca pacienții . Se ceartă mereu cu tatăl Ursulei. A speriat-o pe Magnolia de mică, că dacă îi rupe toiagul va veni sfârșitul junglei, doar ca să nu-i mai umble prin lucruri. În schimd când George a rupt două toiage a venit sfârșitul junglei. În al doilea sezon, acesta nu mai are nici un fel de relație cu Magnolia.

- Dr. Towel Scoot: este tatăl Ursulei. A fost trimis de la oraș pentru că aveau nevoie de un doctor în junglă. Folosește cele mai noi leacuri. Inventează substanțe chimice pentru vindecarea fiecărei boli. În al doilea sezon acesta dispare complet din serial.

## Actori

### Primul sezon
- Lee Tockar - George
- Paul Dobson - Gorilă
- Tabitha St. Germain - Magnolia, Tookie
- Britt Irvin - Ursula
- Michael Dangerfield - Narator-ul
- Brian Drummond - Doctorul Vrăjitor
- Mark Oliver - Dr. Scott

### Al doilea sezon
- Cory Doran - George, Tookie
- Robert Tinkler - Gorilă
- Linda Ballantyne - Magnolia (înainte Ursula)
- Bridget Wareham - Ursula (înainte Magnolia)
- Jeff Lumby - Naratorul
- Martin Julian - Doctorul Vrăjitor

## Episoade
| Premiera în Statele Unite ale Americii | N/o | Titlu român                      | Titlu englez                   |
| -------------------------------------- | --- | -------------------------------- | ------------------------------ |
|                                        |     |                                  |                                |
| SEZONUL 1                              |     |                                  |                                |
|                                        |     |                                  |                                |
| 18.01.2008                             | 01  | Invazia gândacilor               | Beetle Invasion                |
| 18.01.2008                             | 01  | Omul gorilă gol                  | The Naked Ape Man              |
|                                        |     |                                  |                                |
| 25.01.2008                             | 02  | Aromageddon                      | Aromageddon                    |
| 25.01.2008                             | 02  | Templul de aur                   | Found Temple of Gold           |
|                                        |     |                                  |                                |
| 02.02.2008                             | 03  | Cap de con                       | Cone Head                      |
| 02.02.2008                             | 03  | Vărul Larry al junglei           | Cousin Larry of the Jungle     |
|                                        |     |                                  |                                |
| 09.02.2008                             | 04  | Licență de balansare             | License to Swing               |
| 09.02.2008                             | 04  | Eroul meu privat                 | My Own Private Hero            |
|                                        |     |                                  |                                |
| 16.02.2008                             | 05  | Sforăiala                        | The Snoring                    |
| 16.02.2008                             | 05  | Ziua liberă a lui George         | George's Day Off               |
|                                        |     |                                  |                                |
| 23.02.2008                             | 06  | Pantalonii norocoși              | Lucky Pants                    |
| 23.02.2008                             | 06  | Milă de gorilă                   | Ape Ruth                       |
|                                        |     |                                  |                                |
| 07.03.2008                             | 07  | Nu-mi mulțumii                   | Don't Thank Me                 |
| 07.03.2008                             | 07  | Pentru dragostea de lene         | For The Love of Sloth          |
|                                        |     |                                  |                                |
| 14.03.2008                             | 08  | Baia gorilelor                   | Bathroom of the Apes           |
| 14.03.2008                             | 08  | Frumusețe contra bestii          | Beauty vs. Beasts              |
|                                        |     |                                  |                                |
| 21.03.2008                             | 09  | Puterea stelei                   | Star Power                     |
| 21.03.2008                             | 09  | Micul orfan furnicar             | L'il Orphan Anteater           |
|                                        |     |                                  |                                |
| 28.03.2008                             | 10  | Fratele George                   | Brother George                 |
| 28.03.2008                             | 10  | Mitzvah de gorilă                | Ape Mitzvah                    |
|                                        |     |                                  |                                |
| 03.04.2008                             | 11  | FrankenGeorge                    | FrankenGeorge                  |
| 03.04.2008                             | 11  | Frică de nimic                   | Afraid of Nothing              |
|                                        |     |                                  |                                |
| 10.04.2008                             | 12  | Maestrul legumelor               | The Vegemaster                 |
| 10.04.2008                             | 12  | Căpușă de vultur                 | Eagle Tick                     |
|                                        |     |                                  |                                |
| 17.04.2008                             | 13  | George sare peste micul dejun    | George Skips Breakfast         |
| 17.04.2008                             | 13  | Nebunia mușchilor                | Muscle Mania                   |
|                                        |     |                                  |                                |
| 24.04.2008                             | 14  | Rebel fără gheară                | Rebel Without a Claw           |
| 24.04.2008                             | 14  | Poneiul în dungi                 | Stripy Pony                    |
|                                        |     |                                  |                                |
| 01.05.2008                             | 15  | Anotimpul ploios                 | Rainy Season                   |
| 01.05.2008                             | 15  | Dragostea plutește în aer        | Love In The Air                |
|                                        |     |                                  |                                |
| 08.05.2008                             | 16  | Melcul de mare cel egoist        | Selfish Shellfish              |
| 08.05.2008                             | 16  | Spectacol pentru vulcan          | Volcano Pageant                |
|                                        |     |                                  |                                |
| 15.05.2008                             | 17  | Probleme cu bananaceea           | Trouble With Bananaquats       |
| 15.05.2008                             | 17  | Regele răsfățat                  | Spoiled King                   |
|                                        |     |                                  |                                |
| 22.05.2008                             | 18  | Gogomanii extremi                | Extreme Lamebrains             |
| 22.05.2008                             | 18  | Încă mai mult                    | Still Got It                   |
|                                        |     |                                  |                                |
| 29.05.2008                             | 19  | George face un ou                | George Lays An Egg             |
| 29.05.2008                             | 19  | Maimuțăreli de gorilă            | Ape Goes Ape                   |
|                                        |     |                                  |                                |
| 05.06.2008                             | 20  | Mantler, omul cu antene          | Mantler, The Man With Antlers  |
| 05.06.2008                             | 20  | Muntele Georgemore               | Mount George'emore             |
|                                        |     |                                  |                                |
| 12.06.2008                             | 21  | Cadoul de ziua lui George        | George's Birthday Present      |
| 12.06.2008                             | 21  | Toiagul vraciului                | Witching Stick                 |
|                                        |     |                                  |                                |
| 19.06.2008                             | 22  | Un băiat și elefantul lui        | A Boy And His Elephant         |
| 19.06.2008                             | 22  | Piatra de siguranță a lui George | George's Security Stone        |
|                                        |     |                                  |                                |
| 26.06.2008                             | 23  | Clopoței în junglă               | Jungle Bells                   |
| 26.06.2008                             | 23  | Capra cadourilor de Crăciun      | The Goat Of Christmas Presents |
|                                        |     |                                  |                                |
| 03.07.2008                             | 24  | A doua banană                    | Second Banana                  |
| 03.07.2008                             | 24  | Una cu natura                    | One With Nature                |
|                                        |     |                                  |                                |
| 10.07.2008                             | 25  | Evadare de pe insula Om Nebun    | Escape From Madmun Island      |
| 17.07.2008                             | 26  | Evadare de pe insula Om Nebun    | Escape From Madmun Island      |
|                                        |     |                                  |                                |
| SEZONUL 2                              |     |                                  |                                |
|                                        |     |                                  |                                |
| 24.07.2008                             | 27  |                                  | Bringing Silverback            |
| 24.07.2008                             | 27  | Of Botflies and Men              |                                |
|                                        |     |                                  |                                |
| 31.07.2008                             | 28  |                                  | The Insider                    |
| 31.07.2008                             | 28  | Clockwork George                 |                                |
|                                        |     |                                  |                                |
| 07.08.2008                             | 29  |                                  | True Bromance                  |
| 07.08.2008                             | 29  | George x4                        |                                |
|                                        |     |                                  |                                |
| 14.08.2008                             | 30  |                                  | Strong As He Can Tree          |
| 14.08.2008                             | 30  | George’s Song                    |                                |
|                                        |     |                                  |                                |
| 21.08.2008                             | 31  |                                  | Queen of the Desert            |
| 21.08.2008                             | 31  | Kings and Little Ones            |                                |
|                                        |     |                                  |                                |
| 28.08.2008                             | 32  |                                  | Renaissance Ape                |
| 28.08.2008                             | 32  | My Georging Jacket               |                                |
|                                        |     |                                  |                                |
| 04.09.2008                             | 33  |                                  | Bananium Deficiency            |
| 04.09.2008                             | 33  | I Gotta Beave Me                 |                                |
|                                        |     |                                  |                                |
| 11.09.2008                             | 34  |                                  | Nature's Call                  |
| 11.09.2008                             | 34  | Much Ado About Stuffing          |                                |
|                                        |     |                                  |                                |
| 18.09.2008                             | 35  |                                  | Steve of the Jungle            |
| 18.09.2008                             | 35  | Guess What’s Coming to Dinner?   |                                |
|                                        |     |                                  |                                |
| 25.09.2008                             | 36  |                                  | Meet Meat                      |
| 25.09.2008                             | 36  | Body Politics                    |                                |
|                                        |     |                                  |                                |
| 02.10.2008                             | 37  |                                  | Sour Milk                      |
| 02.10.2008                             | 37  | Valley of the Magnolias          |                                |
|                                        |     |                                  |                                |
| 09.10.2008                             | 38  |                                  | For Science                    |
| 09.10.2008                             | 38  | Cute is as Cute Does             |                                |
|                                        |     |                                  |                                |
| 16.10.2008                             | 39  |                                  | Shadow of a Dolt               |
| 16.10.2008                             | 39  | Lovecano                         |                                |
|                                        |     |                                  |                                |
| 23.10.2008                             | 40  |                                  | Strange Days                   |
| 23.10.2008                             | 40  | Lying Cloth                      |                                |
|                                        |     |                                  |                                |
| 30.10.2008                             | 41  |                                  | Mess of Kings                  |
| 30.10.2008                             | 41  | Rip van George                   |                                |
|                                        |     |                                  |                                |
| 06.11.2008                             | 42  |                                  | Mama Chicago                   |
| 06.11.2008                             | 42  | Reversum Day                     |                                |
|                                        |     |                                  |                                |
| 13.11.2008                             | 43  |                                  | Swirl                          |
| 13.11.2008                             | 43  | Junior Jungle Achievers          |                                |
|                                        |     |                                  |                                |
| 20.11.2008                             | 44  |                                  | Wet Behind the Ears            |
| 20.11.2008                             | 44  | Georgus Ex Machina               |                                |
|                                        |     |                                  |                                |
| 27.11.2008                             | 45  |                                  | Breaking Ape                   |
| 27.11.2008                             | 45  | Sidekick Chicago                 |                                |
|                                        |     |                                  |                                |
| 04.12.2008                             | 46  |                                  | The Ursula Solution            |
| 04.12.2008                             | 46  | George Lays an Egg               |                                |
|                                        |     |                                  |                                |
| 11.12.2008                             | 47  |                                  | Excalibanana                   |
| 11.12.2008                             | 47  | The Flavour of Science           |                                |
|                                        |     |                                  |                                |
| 18.12.2008                             | 48  |                                  | The George Who Would Be King   |
| 18.12.2008                             | 48  | The Peel of Fate                 |                                |
|                                        |     |                                  |                                |
| 25.12.2008                             | 49  |                                  | Were-George                    |
| 25.12.2008                             | 49  | Master of Macho                  |                                |
|                                        |     |                                  |                                |
| 12.02.2009                             | 50  |                                  | Trial by Jungle                |
| 12.02.2009                             | 50  | Slothpocalypto                   |                                |
|                                        |     |                                  |                                |
| 19.02.2009                             | 51  |                                  | Beave Us Alone                 |
| 19.02.2009                             | 51  | Original Jungle Kings            |                                |
|                                        |     |                                  |                                |
| 04.09.2009                             | 52  |                                  | The Last Treehugger            |
| 04.09.2009                             | 52  | Heart of Gold                    |                                |
|                                        |     |                                  |                                |

## Legături externe
- George, regele junglei la Internet Movie Database
- George, regele junglei la TV.com Arhivat în 11 decembrie 2008, la Wayback Machine.
- Site-ul George, regele junglei Arhivat în 25 februarie 2009, la Wayback Machine.